# Meute

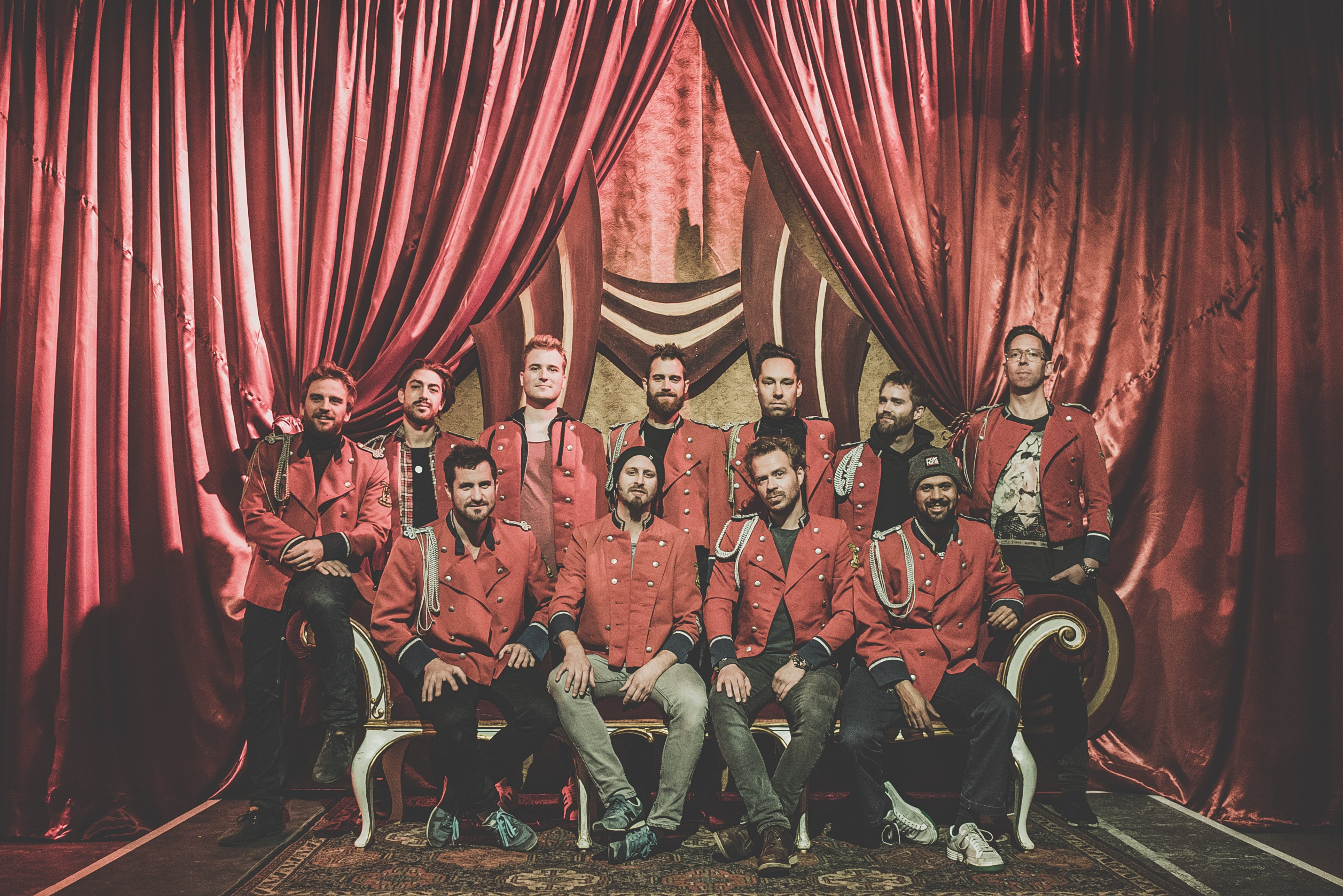
Meute (2016)

Meute – niemiecka orkiestra marszowa składająca się z 11 muzyków wykonujących muzykę w stylu techno. Założona została w 2015 w Hamburgu przez Thomasa Burhorna. Rozgłos zespołowi dał opublikowany w 2016 roku na YouTube utwór "Rey". Formacja Meute aranżacje utwory techno, house i deep house znanych didżejów na orkiestrę z wykorzystaniem instrumentów dętych i perkusyjnych. Meute występuje na ulicznych festiwalach oraz w klasycznych salach koncertowych na całym świecie.

## Dyskografia
- 2017: Tumult
- 2019: Live in Paris
- 2020: Puls
- 2022: Taumel[5]
- 2024: Empor